# Reprezentacja Brazylii na Mistrzostwach Świata w Narciarstwie Klasycznym 2005
Reprezentacja Brazylii na Mistrzostwach Świata w Narciarstwie Klasycznym 2005 w Oberstdorfie liczyła dwoje sportowców - jedną kobietę i jednego mężczyznę. Startowali oni w konkurencjach biegowych i we wszystkich swoich startach zajmowali ostatnie miejsca lub nie ukończyli trasy.

## Wyniki

### Biegi narciarskie

#### Mężczyźni
Sprint
- Helio Freitas - 89. miejsce

15 km stylem dowolnym
- Helio Freitas - 120. miejsce

Bieg pościgowy 2x15 km
- Helio Freitas - nie ukończył

50 km stylem klasycznym
- Helio Freitas - nie ukończył

#### Kobiety
Sprint
- Franziska Becskehazy - 71. miejsce

Bieg pościgowy 2x7,5 km
- Franziska Becskehazy - nie ukończyła

30 km stylem klasycznym
- Franziska Becskehazy - nie ukończyła